# Grupa Armii Księcia Ruprechta Bawarskiego
Grupa Armii Księcia Ruprechta Bawarskiego  (niem. Herresgruppe Kronprinz Rupprecht von Bayern)  – związek operacyjny Armii Cesarstwa Niemieckiego.

## Charakterystyka
W sierpniu 1914 rozwinięto w Niemczech do etatów wojennych związki operacyjne (armie). Celem koordynacji działań poszczególnych armii, utworzono wyższe związki operacyjne – grupy armii. Były to tymczasowe jednostki organizacyjne czasu wojny złożone ze zmiennej liczby armii, samodzielnych korpusów i dywizji, przy czym sztab jednej z armii pełnił funkcję sztabu całej grupy.

W celu koordynacji obrony wojsk niemieckich w bitwie nad Sommą, 19 lipca 1916 z połączenia 1 i 2 Armii powstała Grupa Armii Gallwitza. 28 sierpnia tegoż roku została przemianowana na Grupę Armii Księcia Ruprechta Bawarskiego. W 1918 Grupa Armii Księcia Ruprechta Bawarskiego obsadziła front w Artois.

## Struktura organizacyjna
Skład 1 lutego 1918:
- dowództwo grupy armii
- 2 Armia
- 4 Armia
- 6 Armia
- 7 Armia